# Doina Ignat
Doina Ignat   (Rădăuți-Prut, 20 de desembre de 1968) és una remadora romanesa, guanyadora de sis medalles olímpiques.

## Biografia
Va néixer el 20 de desembre de 1968 a la ciutat de Rădăuţi-Prut, població situada a la província de Botoşani, que en aquells moments formava part de l'anomenada República Popular de Romania i que avui en dia forma part de Romania.

## Carrera esportiva
Va participar, als 23 anys, en els Jocs Olímpics d'Estiu de 1992 celebrats a Barcelona (Catalunya), on va aconseguir guanyar la medalla de plata en la prova femenina de quàdruple scull. En els Jocs Olímpics d'Estiu de 1996 realitzats a Atlanta (Estats Units) aconseguí guanyar la medalla d'or en la prova de vuit amb timoner. En els Jocs Olímpics d'Estiu de 2000 realitzats a Sydney (Austràlia) aconseguí guanyar dues medalles d'or en les proves de dos sense timoner i de vuit amb timoner. En els Jocs Olímpics d'Estiu de 2004 realitzats a Atenes (Grècia) aconseguí revalidar novament la medalla d'or en la prova de vuit amb timoner, i finalment en els Jocs Olímpics d'Estiu de 2008 realitzats a Pequín (Xina) aconseguí la medalla de bronze en aquesta mateixa prova.
Al llarg de la seva carrera ha guanyat sis medalles en el Campionat del Món de rem, destacant dues medalla d'or, així com una medalla d'or en el Campionat d'Europa de rem.